# Killnet
Killnet ist eine Cracking-Gruppe, welche russophil ist. Es gibt unbestätigte Vermutungen, dass die Gruppe mit dem FSB oder der SWR zusammenarbeitet. Killnet versucht vor allem über DDoS-Attacken, Websites lahmzulegen. Aufgefallen ist die Gruppe unter anderem wegen ihrer Beteiligung am Cyberkrieg Russlands gegen die Ukraine. Die lettische Regierung stufte Killnet als Terrororganisation ein, nachdem Killnet die Saeima angegriffen hatte.
Technisch greift die Gruppe mit DDoS-Attacken über den OSI-Layer 4 mit SYN-Flood-Attacken an oder attackiert mit vielen POST/GET-Anfragen über den OSI-Layer 7. Außerdem versucht Killnet mittels Brute-Force-Methodik, Passwörter zu knacken. Diese Attacken werden über FTP im Port 21, HTTP im Port 80 und HTTPS im Port 443 durchgeführt. Bei SSH wird versucht, das Root-Konto anzugreifen. Auch Minecraft- und TeamSpeak-Server werden mittels Brute Force angegriffen.